# Molodiójnoie (Primórie)
|  | Per a altres significats, vegeu «Molodiójnoie». |

Molodiójnoie (en rus: Молодёжное) és un poble del krai de Primórie, a l'Extrem Orient de Rússia, que en el cens del 2010 tenia 218 habitants.